# Standard Austria S

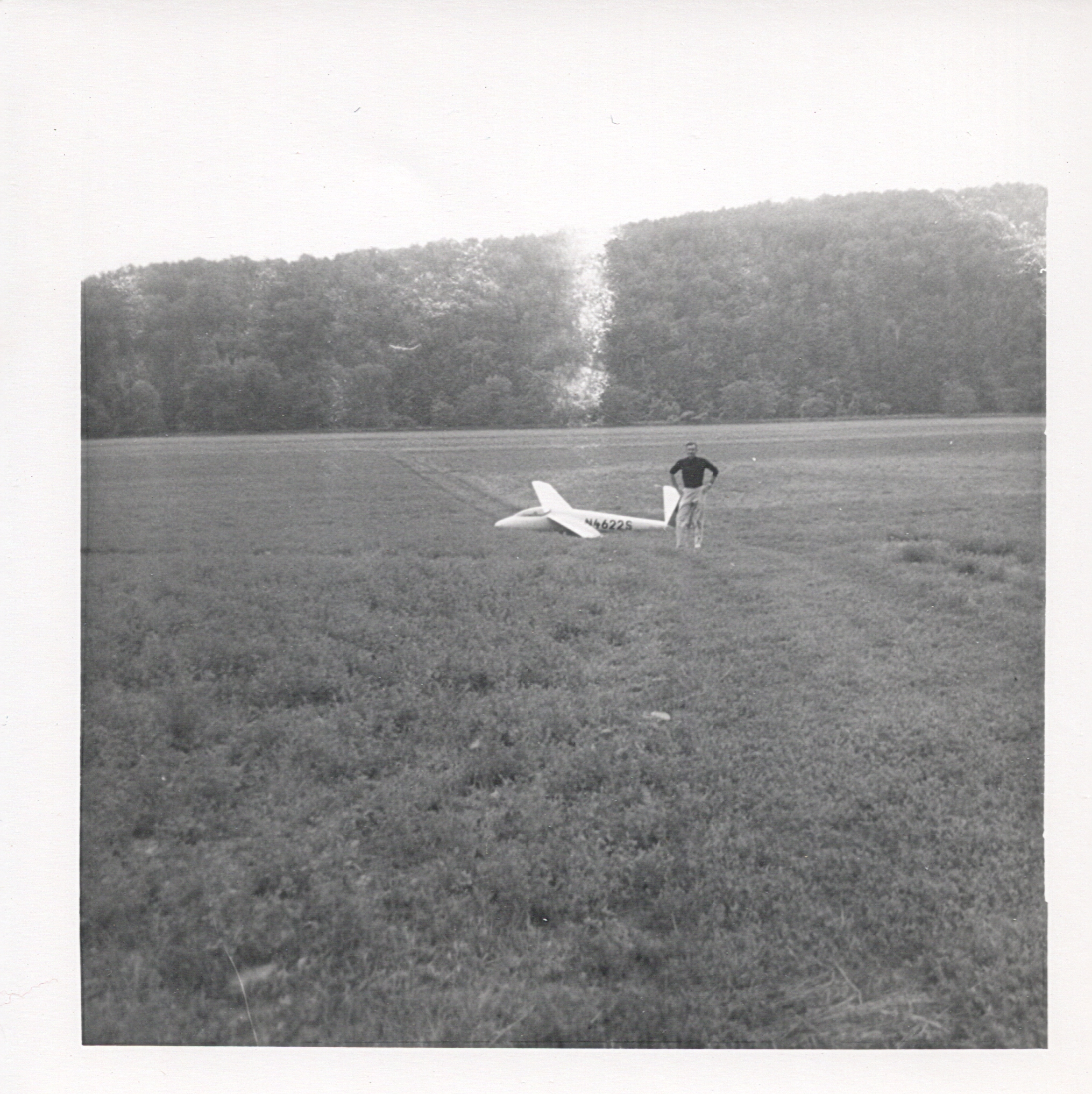
Standard Austria nach einer Außenlandung

Die Standard Austria ist ein einsitziges Segelflugzeug in Holzbauweise.
Der österreichische Ingenieur Rüdiger Kunz entwarf 1958 nach FAI-Bestimmungen ein Flugzeug für die Standardklasse. 
Um ein Optimum an Leistung bei guter als auch schwacher Thermik mit einem vernünftigen Bauaufwand zu erzielen, beschritt er bei der Konstruktion der Standard Austria neue Wege.
Um Reparaturen ohne Spezialwerkstätten durchführen zu können, wurde das Flugzeug fast vollständig aus Holz hergestellt. Nur das Rumpfvorderteil, Rumpfende und die Randbögen der Tragflächen wurden aus Glasfaser-Polyester-Material in einer Negativform geformt.
Die Holzschale der Tragflächen und Leitwerke wurde zur Aufnahme der Kräfte herangezogen. Um höchste Genauigkeit zu erzielen, wurden sie in einer Vorrichtung aus Stahlrohren gebaut.
In Österreich wurden 14 Flugzeuge gebaut, danach erwarb Schempp-Hirth die Nachbaulizenz. Nach 30 gebauten Standard Austria S wurde 1961/62 unter Verwendung eines neuen Laminarprofils von Dr. Richard Eppler daraus die Standard Austria SH. Bis Mitte 1965 wurden 60 Stück dieser Weiterentwicklung gebaut.
Charakteristisch für die Standard Austria sind das V-Leitwerk und die hohe Oberflächengüte bei Rumpf und Tragfläche, sodass kaum erkennbar ist, dass es sich um ein Holzflugzeug handelt.

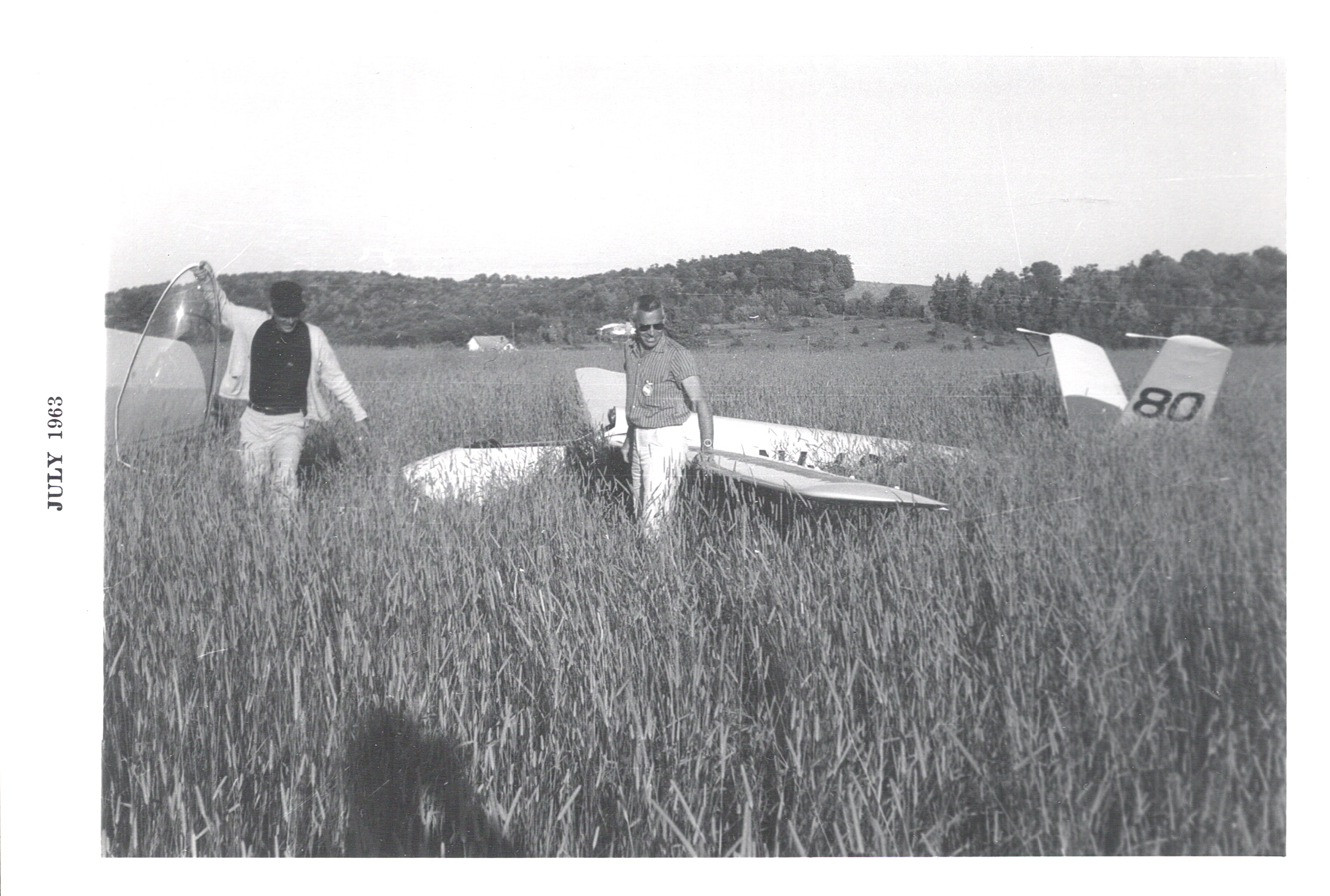
Standard Austria

## Technische Daten
| Kenngröße              | Daten        |
| ---------------------- | ------------ |
| Spannweite             | 15,00 m      |
| Länge                  | 6,20 m       |
| Flügelfläche           | 13,50 m²     |
| Seitenverhältnis       | 16,70        |
| Rüstgewicht            | 245 kg       |
| Zuladung               | 105 kg       |
| Fluggewicht            | 350 kg       |
| Flächenbelastung       | 25,90 kg/m²  |
| Mindestgeschwindigkeit | 65 km/h      |
| Höchstgeschwindigkeit  | 250 km/h     |
| geringstes Sinken      | 0,65 m/s     |
| Gleitzahl              | 34           |
| Profil                 | Eppler E 266 |